# TB-1
TB-1 (ANT-4, G-1, ros. Tяжелый Бомбардировщик – ciężki bombowiec) – pierwszy radziecki ciężki samolot bombowy. Jego konstruktorem był Andriej Tupolew. Pierwszy na świecie bombowiec – samonośny jednopłat dwusilnikowy o konstrukcji całkowicie metalowej, który wszedł do produkcji seryjnej. Oblatany 25 listopada 1925 roku. Produkowany w latach 1929–1932 (216 szt.). Używany przez radzieckie lotnictwo wojskowe do roku 1936. Samoloty wycofane z wojsk lotniczych rozbrojono i przekazano lotnictwu cywilnemu, gdzie pod oznaczeniem G-1 (Gruzowoj – towarowy) używano do lat 1945–1947. W 1936 roku samolotem TB-1 pilot A.W. Lapidewski wywiózł z pola lodowego pierwszą grupę marynarzy uratowanych ze statku Czeluskin.

## Prace konstrukcyjne i prototypy
Na początku lat 20. dowództwo radzieckiego lotnictwa wojskowego zaczęło myśleć o wyposażeniu swoich jednostek w samolot bombowo-torpedowy. W 1923 r. w Anglii kupiono dwa samoloty typu Handley-Page HP.19 w celu przeprowadzenia prób z torpedami lotniczymi. Myślano nawet o zamówieniu samolotu dla radzieckiego lotnictwa w Anglii, ale cena i termin zaproponowane przez stronę brytyjską były dla ZSRR nie do przyjęcia. Zwrócono się więc do biura konstrukcyjnego CAGI, którym kierował A. N. Tupolew. Prace nad projektem pod oznaczeniem ANT-4 rozpoczęły się w listopadzie 1924 roku. W ciągu 9 miesięcy powstał pierwszy prototyp z brytyjskimi silnikami Napier Lion.
Biuro Tupolewa mieściło się wtedy w trzypiętrowym budynku przy ul. Radio w Moskwie, przy czym największe elementy samolotu montowano w pomieszczeniach na pierwszym piętrze. Brak miejsca spowodował konieczność skonstruowania kadłuba składającego się z trzech oddzielnych sekcji: dziobowej F-1, środkowej z centropłatem F-2 i ogonowej F-3. Takie dzielenie konstrukcji stało się potem tradycją w biurze Tupolewa. Podstawową korzyścią była łatwość transportu nawet dużych kadłubów.
11 sierpnia 1925 roku nocą przewieziono elementy samolotu na lotnisko Hodynka, gdzie miał być dokończony montaż (żeby można je przenieść z pomieszczeń biura na ulicę, trzeba było wyburzyć część ścian budynku). 25 listopada odbył się pierwszy, 7-minutowy lot samolotu ANT-4 (pilot A.I. Tomaszewski). Po ukończeniu wszystkich prób, 10 lipca 1926 roku samolot został oficjalnie zatwierdzony przez przedstawicieli władz i wojska.
Jeszcze w czasie prób ANT-4 zdecydowano, że po wdrożeniu do produkcji seryjnej samolot otrzyma inne silniki – francuskie Lorraine-Dietrich 12E o mocy 450 KM (użyte również przez polskich konstruktorów w samolocie PWS-10). W związku z tym biuro konstrukcyjne Tupolewa już w połowie 1926 roku przystąpiło do opracowywania drugiego prototypu pod oznaczeniem ANT-4 Dubler. Poza zmianą silników wprowadzano zmiany związane z przystosowaniem samolotu do roli bombowca (m.in. dodano miejsce drugiego pilota, komorę bombową, stanowiska karabinów maszynowych). Prace nad drugim prototypem przeciągnęły się, ponieważ w ich trakcie zapadła kolejna decyzja o zmianie silników – tym razem na niemieckie BMW-VI. Powody tej zmiany były dwa: po pierwsze silniki BMW miały większą moc (600 KM), a po drugie trwały negocjacje w sprawie zakupu od firmy BMW licencji. 17 października 1927 roku podpisano umowę i rozpoczęła się produkcja radzieckiej wersji silnika BMW-VI pod nazwą M-17 (silniki te napędzały później również bombowce TB-3, a nawet niektóre radzieckie czołgi). Ostatecznie prace nad samolotem ANT-4 Dubler zakończyły się w marcu 1929 roku i został on zatwierdzony jako podstawa do produkcji seryjnej bombowca TB-1.

## Lot do Nowego Jorku
Jak w wielu krajach, również w ZSRR na przełomie lat 20. i 30. planowano i przeprowadzano rekordowe loty na samolotach produkowanych przez rodzimy przemysł lotniczy. Był to sposób na pokazanie siły i nowoczesności państwa i jego gospodarki. Kiedy rozpoczęły się prace nad ANT-4 wiedziano, że będzie on dysponował największym z radzieckich samolotów zasięgiem. W związku z tym już w grudniu 1927 roku pojawił się pomysł lotu transatlantyckiego. Trasa miała biec przez Europę i Zachodnią Afrykę, potem przez Atlantyk do Ameryki Południowej i dalej wzdłuż wschodnich wybrzeży kontynentu do Nowego Jorku. Niestety, z powodu izolacji dyplomatycznej Związku Radzieckiego, możliwość uzgodnienia przelotu nad terytoriami tak wielu państw wydawała się nierealna.
Zdecydowano się więc na lot na wschód – wzdłuż Kolei Transsyberyjskiej, przez Kamczatkę i północną część Pacyfiku, na południe wzdłuż zachodniego wybrzeża Ameryki Północnej i dalej nad terytorium USA do Nowego Jorku. Jednym z argumentów na korzyść tej trasy był fakt, że jej część biegnącą przez Syberię wykorzystywali już w czasie lotów rekordowych lotnicy innych krajów – w tym polscy. Ostateczna decyzja o przeprowadzeniu lotu zapadła w kwietniu 1929 roku. Dowódcą załogi mianowano Siemiona Szestakowa – pilota, który w 1927 roku na samolocie R-3 przeleciał trasę Moskwa – Tokio – Moskwa. Szestakow na stanowisko mechanika pokładowego wybrał D. Fufajewa (z którym odbył rekordowy lot do Tokio). Drugim pilotem został F. Bołotow, a nawigatorem B. Stierligow.
Załoga Szestakowa miała polecieć specjalnie przebudowanym pierwszym samolotem TB-1 z seryjnej produkcji (nr fabr. 601). Zgodnie z międzynarodowymi przepisami samolot otrzymał cywilne oznaczenie URSS-300. Na dziobie umieszczono napis Страна Советов (ros. Strana Sowietow – Kraj Rad). Poza usunięciem uzbrojenia i dodaniu zbiorników paliwa podstawową modyfikacją było przystosowanie samolotu do podwozia pływakowego. Część lotu miała przebiegać nad Oceanem Spokojnym i zachodnim wybrzeżem Ameryki Północnej, gdzie nie było lotnisk odpowiednich dla tak dużej maszyny. Zdecydowano, że na tym etapie samolot w celu uzupełniania paliwa i przeprowadzania koniecznych napraw będzie wodował. Prace przystosowawcze przeprowadziły zakłady lotnicze nr 31 w Taganrogu (użyto wydłużonych pływaków firmy Junkers; pracami kierował Roberto Bartini – włoski konstruktor pracujący od 1923 roku w Związku Radzieckim). Potem w Taganrogu i Sewastopolu załoga ćwiczyła starty i lądowania na wodzie. Przed rozpoczęciem lotu komplet pływaków wysłano do Chabarowska, a drugie podwozie kołowe – do Seattle, gdzie miano je wymienić na miejsce pływaków do lotu nad terytorium Stanów Zjednoczonych. W porozumieniu z rządem USA na wyspę Attu wysłano okręt z zapasami paliwa i grupą meteorologów. Na zakończenie przygotowań załoga odbyła jeszcze lot na trasie Moskwa–Woroneż–Krzemieńczuk–Kijów–Moskwa (2000 km).
8 sierpnia 1929 roku o godzinie 2.00 samolot Kraj Rad wystartował do pierwszego etapu rekordowego lotu: Moskwa-Omsk. Start odbył się oczywiście w uroczystej oprawie. Początkowo lot przebiegał bez zakłóceń. 9 sierpnia wieczorem lotnicy wylądowali w Krasnojarsku. Ale 10 sierpnia zaczęły się kłopoty – przez kilka godzin nie można było uruchomić prawego silnika. W końcu około południa załoga wystartowała. Pierwotnie ten etap lotu miał się zakończyć w Czycie, ale z powodu opóźnienia zdecydowano, że lądowanie nastąpi na lotnisku w Wierchnieudińsku. Jednak kiedy dolatywali już do Wierchnieudińska, Szestakow zmienił decyzję i postanowił lecieć dalej – zgodnie z planem lotu do Czyty. Okazało się, że był to błąd. Najpierw podczas nieudanych prób uruchomienia silnika zmarnowano sporo paliwa. Potem spora część lotu przebiegała z przeciwnym wiatrem. Skutek był taki, że samolot nie doleciał do Czyty. Z powodu braku paliwa załoga musiała awaryjnie lądować w tajdze. Maszyna uległa takim uszkodzeniom, że o dalszym locie nie było mowy.
Dowódca wrócił do Moskwy samolotem rejsowym z Irkucka, a reszta załogi dzień później – pociągiem. Na dworcu powitał ich Szestakow z wiadomością, że zapadła decyzja o kontynuowaniu lotu. Rezerwową maszyną był ANT-4 Dubler. Zadbano nawet o zapasową załogę. Gdyby lotnicy nie czuli się na siłach, z Szestakowem mieli zamiast nich polecieć Wołkowojnow, Buchhold i Danilin. Oczywiście wszyscy zdecydowali, że lecą dalej. Samolot został identycznie oznakowany i 23 sierpnia „nowy” Kraj Rad wystartował z moskiewskiego lotniska. Tym razem bez uroczystości.
Opóźnienie spowodowało znaczne utrudnienia w locie nad Syberią. Zaczynała się jesień, dni były krótsze. Prawie cały czas lotnicy natykali się na deszcz i mgły. 3 września załoga dotarła do Chabarowska. Dwa dni zajęło przetransportowanie samolotu z lotniska do bazy Amurskiej Flotylli Rzecznej, gdzie przeprowadzono montaż pływaków. Przy okazji zainstalowano mocniejszą radiostację do łączności w czasie lotu nad oceanem. Przed wylotem z Chabarowska doszło do konfliktu między Szestakowem i drugim pilotem – Bołotowem. Bołotow, jako bardziej doświadczony w lotach nad morzem, powinien na czas przelotu nad Pacyfikiem zająć miejsce pierwszego pilota. Szestakow odebrał to jako próbę umniejszenia jego roli dowódcy wyprawy i odmówił. Sprawa dotarła aż do Moskwy i Klimient Woroszyłow osobiście telegrafował do Szestakowa informując go, że na czas lotu nad oceanem będzie siedział na miejscu drugiego pilota. 18 września lotnicy dotarli do Pietropawłowska – ostatniego punktu lądowania na terytorium ZSRR. Stamtąd 21 września wystartowali do lotu na wyspę Attu.
Lot wzdłuż wybrzeży Ameryki Północnej przebiegał znowu w trudnych warunkach pogodowych, ale w końcu 13 października samolot Kraj Rad wodował na jeziorze na przedmieściach Seattle. Po wymianie silników i podwozia (z powrotem na kołowe) 18 października załoga wyruszyła do lotu przez kontynent do Nowego Jorku. Od tego momentu TB-1 towarzyszył samolot amerykański, na pokładzie którego leciał przedstawiciel Amtorgu L. Gierszewicz. Miał on załatwiać formalności na kolejnych lotniskach etapowych (nikt z załogi TB-1 nie mówił po angielsku). W Nowym Jorku radzieccy lotnicy wylądowali 1 listopada 1929 roku.
Lot na trasie 20 612 kilometrów trwał od 23 sierpnia do 1 listopada. Podzielono go na 24 etapy (łącznie w powietrzu samolot był 141 godzin i 33 minuty). Załoga i samolot powrócili do Związku Radzieckiego statkiem (choć pojawił się w pewnym momencie po lądowaniu w Nowym Jorku pomysł dalszego lotu na wschód).

## Produkcja seryjna i modyfikacje
Produkcję samolotu pod oznaczeniem TB-1 zlecono Zakładom Lotniczym nr 22 w Moskwie. Początkowo pojawiło się wiele problemów związanych z dokumentacją (zakłady dostały od biura konstrukcyjnego prawie 6000 rysunków technicznych). Żeby usprawnić proces wyjaśniania niejasności do wytwórni oddelegowano jednego z twórców samolotu – W.P. Pietlakowa. W latach 1929–1932 zbudowano 216 samolotów (w 1929 r. – 2, w 1930 – 66, w 1931 – 146 i w 1932 – 2). Numeracja fabryczna kolejnych egzemplarzy zaczynała się od numeru 601 i biegła nieprzerwanie do 817.
W 1929 roku zaczęto w zakładach lotniczych w Taganrogu prace nad pływakami dla bombowca TB-1. Wykorzystano doświadczenia z przebudowy samolotu Kraj Rad, ale zdecydowano się w końcu na oparcie konstrukcji na pływakach angielskiej firmy Short. Samoloty oznaczane najpierw TB-1a, a następnie TB-1P („Popławkowyj” – pływakowy) były przeznaczone dla lotnictwa morskiego jako maszyny bombowo-torpedowe. W Taganrogu przebudowano łącznie 66 samolotów
Jak dla wielu radzieckich samolotów, również dla TB-1 opracowano podwozie–narty, którym zastępowano zimą zwykłe podwozie kołowe. Umożliwiało to loty z zaśnieżonych lotnisk. Wyprodukowano ok. 200 par nart dla TB-1.

## Zastosowanie samolotu
Wprowadzenie TB-1 do jednostek lotniczych Armii Czerwonej było początkiem nowej epoki. Trzeba było ulepszać nawierzchnie lotnisk, unowocześniać ich wyposażenie (np. żeby przeholować TB-1 trzeba było nieraz wysiłku całego personelu naziemnego więc jako nowość pojawiły się na lotniskach traktory). Podnoszono poziom wyszkolenia lotników i mechaników. Zaczęło się tworzenie lotnictwa strategicznego.
Jeszcze ważniejsze było pojawienie się TB-1P. Był pierwszym tak dużym samolotem w radzieckim lotnictwie morskim. Można było poważnie rozwijać ćwiczenia w zrzucie bomb i torped, a także w minowaniu z pokładu samolotów.
W latach 1931–1932 TB-1 zostały w lotnictwie wojskowym zastąpione przez większe TB-3. Większość samolotów po rozbrojeniu trafiła do lotnictwa cywilnego jako wersja G-1. Używano ich na całym terytorium ZSRR jako samoloty pasażersko-towarowe, a później już tylko do przewozu towarów. Ze służby cywilnej większość samolotów G-1 wycofano do roku 1945. Ostatnie samoloty w wersji pływakowej latały w jednostkach obsługujących statki rybackie na Dalekiej Północy do lat 1946–1947.
W latach 80. XX w. na wyspie Dikson odnaleziono wrak samolotu G-1, który rozbił się w czasie przymusowego lądowania w latach 40. Grupa studentów i wykładowców Szkoły Lotniczej z Wyborga zebrała szczątki i odbudowała samolot (w wersji z nartami jako podwoziem). Jest on obecnie eksponatem w muzeum historii lotnictwa cywilnego w Uljanowsku.
Pływakowy G-1 stoi jako pomnik w miejscowości Taksimo w Buriacji.

## Wersje eksperymentalne
W 1931 roku z wykorzystaniem TB-1 prowadzono pierwsze w ZSRR próby tankowania w powietrzu.
W 1931 roku w ZSRR rozpoczęto próby nad skonstruowaniem „latającego lotniskowca”. Odbywały się one w ramach projektu Zwieno, którym kierował inżynier i pilot Władimir Wachmistrow. W latach 1931–1933 pierwsze doświadczenia prowadzono na samolotach TB-1. Na specjalnych mocowaniach na górnej powierzchni skrzydeł bombowca umieszczano dwa samoloty myśliwskie (I-4, potem I-5). Myśliwce miały możliwość odłączania się i powtórnego przyłączania do samolotu-nosiciela w powietrzu. Ładunek bomb, jaki mógł zabrać taki bombowiec był mniejszy, ale myśliwce zapewniały mu ochronę nad celem. Z kolei możliwość „przewożenia” małych myśliwców na skrzydłach bombowca z wyłączonymi silnikami pozwalała im na działanie daleko poza zwykłym ich zasięgiem. Po pierwszych udanych próbach na TB-1 do dalszych prac wybrano większy, czterosilnikowy samolot TB-3. Lotników biorących udział w lotach w ramach projektu Zwieno nazywano „cyrkiem Wachmistrowa.”
W 1932 roku na TB-1 wypróbowywano rakietowe silniki wspomagające start samolotu. Na każdym skrzydle mocowano 3 rakiety. Rozbieg samolotu zmniejszał się nawet do 55 metrów. Prawdopodobnie z powodu stopniowego wycofywania TB-1 z jednostek liniowych próby przerwano.
W latach 1938–1939 prowadzono prace nad aparaturą umożliwiającą zdalne sterowanie samolotem. Przebudowano trzy maszyny TB-1. Na jednym z samolotów zainstalowano nadajnik, a na dwóch innych odbiorniki. Z dwóch zdalnie sterowanych samolotów jeden miał być kierowany tylko w czasie lotu (po starcie piloci wyskakiwaliby na spadochronach) i mógł być użyty jako latająca bomba. Aparatura zainstalowana na drugim samolocie umożliwiała zdalny start, lot i lądowanie (pierwszy taki lot odbył się 29 maja 1939 roku). Loty próbne prowadzono najpierw z lotniska w okolicach Nowogrodu, ale potem przeniesiono je w okolice Stalingradu. Powodem była najwyższa tajność prowadzonych doświadczeń – zdalnie sterowany samolot w razie awarii aparatury mógł przelecieć do Finlandii. W 1939 roku doświadczenia z wykorzystaniem samolotu TB-1 przerwano, ale kontynuowano je na samolotach SB-2, DB-3 i TB-3.